# 布顿岛
布頓島（Buton，亦作Butung或Boeton），又譯布通島、布敦島、武頓島、武敦島，是印尼蘇拉威西島东南半岛以外的海島。行政上由巴务巴务市、布顿县、南布顿县、北布顿县和穆纳县管理。

## 歷史
在殖民時代以前，布頓島處於特尔纳特苏丹国的影響範圍內。
特別是16世紀時，布頓島更是特尔纳特苏丹国的一個重要的次區域中心，掌管地區貿易及為帝國收集貢品。
為紀念島上首個伊斯蘭王國布顿苏丹国（又名窝里沃王国）的君主Murhum蘇丹，巴務巴務市把島上最大的海港命名為Murhum港。

## 地理
布頓島長約150公里，島上最大的市鎮是巴务巴务，以窝里沃语為主要語言。鄰近的主要島嶼計有：沃沃尼岛（北部）、穆纳岛和卡巴那岛（西部）及锡温普岛（Siompu）、卡达图昂岛（Kadatung）（西南部）。图康伯西群岛就在布頓島的東部，與布頓島隔着Kolowana Watabo海灣，以图康伯西语為主要語言。
巴都阿塔岛（Batuata）位於布頓島以南。此外，早在獨立前時期，布頓通道（Bouton Passage）就已是弗洛勒斯海北部島嶼間的重要航行位置。

## 生態
布頓島的面積大多數都被熱帶雨林所覆蓋，而當地的野生生態亦很知名：當地除了是倭水牛兩個生活環境的其中之一以外，亦是約150家種鳥類的家園。

## 族群
根據韓國訓民正音學會的消息，他們現時在巴务巴务市的吉阿吉阿族開始推廣使用諺文來拼寫他們的語言吉阿吉阿語，并且協助族民用諺文印製教科書學習當地歷史和製作路標。

## 經濟
本島是瀝青礦的主要出產地，但亦有出產其他礦物。
農作物方面，以柚木和藤枝為最主要輸出物。

## 资料来源
1. 1 2 3  . Tenggara Travels. 2006-03-06  [2009-08-11]. （原始内容存档于2010-02-23）.
2. ↑  Goodall, George (Editor). . London, George Philip and Son map. 1943: 91–92.
3. ↑  金基哲. . 朝鲜日报. 2009-08-07  [2009-08-07]. （原始内容存档于2015-05-24）.
4. ↑  . 自由電子報. 2009-08-07  [2009-08-07]. （原始内容存档于2009-08-09）.